# Nagielbank

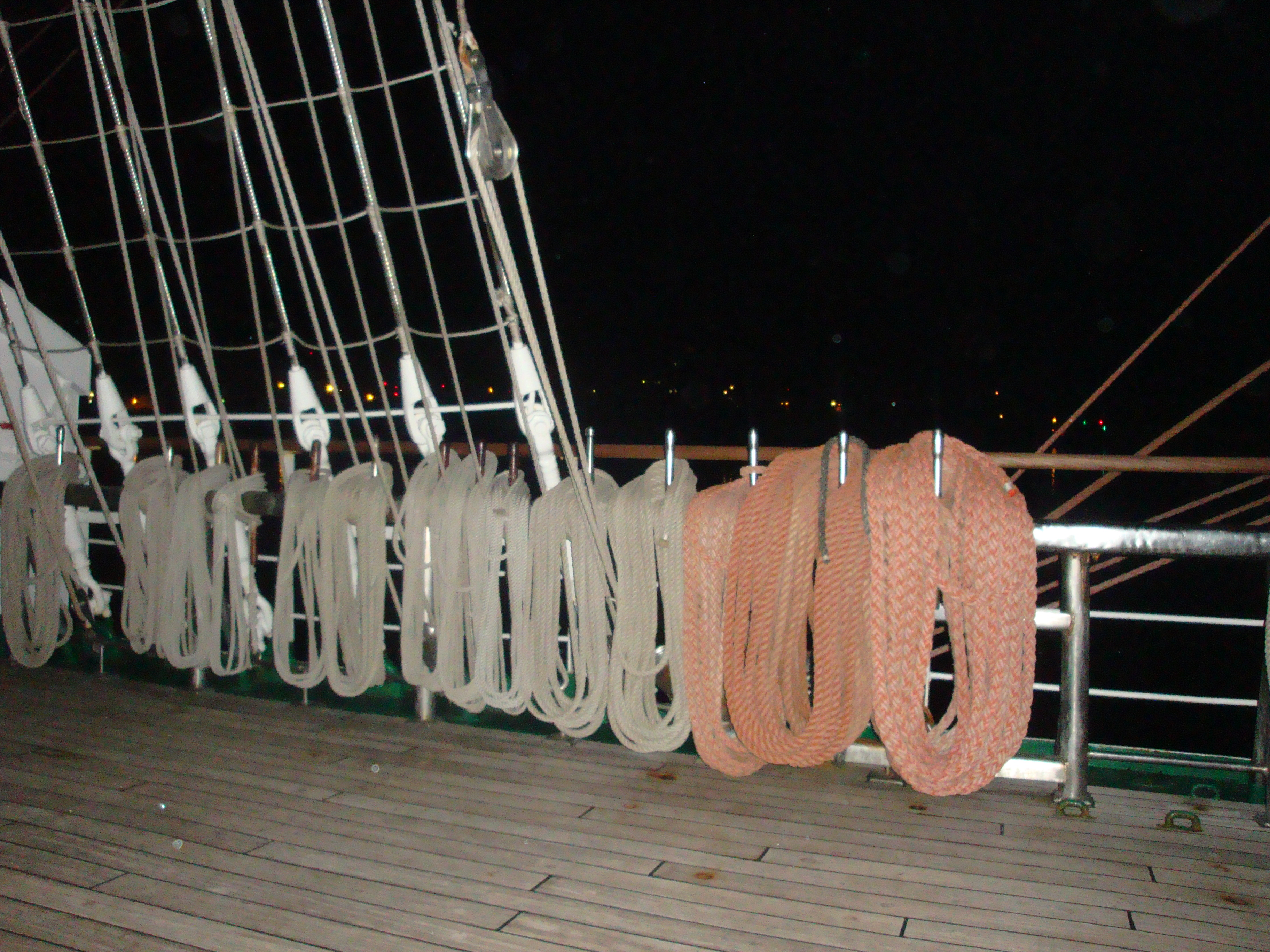
Nagielbank na Darze Młodzieży

Nagielbank, kołkownica – pozioma belka lub pręt z otworami na nagle, służące do knagowania olinowania ruchomego. Stosowana głównie na dużych żaglowcach, gdzie liczba obsługiwanych przez załogę lin jest znaczna.
Knagowanie wykonywane jest na naglach węzłem knagowym. Najczęściej kołkownice występują przy burtach. Mocuje się je do pokładu bądź do want (tzw. ławy wantowe). Nagielbanki mogą być umieszczone również przy maszcie, nazywane są wtedy potocznie „ogródkami”.
W razie potrzeby istnieje możliwość gwałtownego wyluzowania liny poprzez wyciągnięcie nagla z kołkownicy.